# Plaine du Noun
La plaine du Noun (appelée aussi vallée du Noun) est la zone correspondant à une bande de 10 à 20 km de part et d’autre de la rivière Noun, avec une extension plus forte à l'Est côté Bamoun. 

## Géographie
Cette plaine a une altitude moyenne d'environ 1 000 m. Elle s'élève progressivement vers l'est où elle devient le plateau Bamoun. Elle est 
marécageuse dans certains secteurs au nord du 'pays' Bamiléké, aux alentours du lac artificiel de Bamendjing. 
La partie Est de la plaine du Noun est aussi appelée Plaine de la Nafoumba.

### Situation
Située à l'est des terres du pays Bamiléké et à l'ouest des terres Bamoun, elle se rattache au plateau Bamiléké par un escarpement qui atteint 200 à 400m de long. 

### Communes
Foumban, etc.

## Histoire
La plaine du Noun a été l’objet d’un intérêt constant de l'administration du Cameroun. Avant et après l'indépendance, de nombreuses études lui ont été consacrées. Les voyageurs allemands étant les premiers, dès 1905.

### Habitat
Les Mbororos, pasteurs nomades, sont présents sur les deux rives du Noun.

### Faune et flore
La végétation primitive a complètement disparu par l’occupation  humaine. Une savane aux arbres très peu nombreux occupe  presque tous les terrains non cultivés. Dans les plaines périodiquement inondées du Noun et de ses  affluents, près de Njitapon, du Nja auprès du Mbapit, etc. subsistent encore des lambeaux de forêts marécageuses. Quelle que soit leur situation, tous ces massifs forestiers  sont en voie de régression devant la hache et le feu, et sont appelés à disparaitre. 

## Activités
Assainir et mettre en valeur les grandes plaines inondées du Noun et de ses affluents, le marais du Mfou à Koutaba, du Nja à Baïgom et bien d’autres permet de récupérer plus de 50 000 ha utilisables en rizières, maraîchages, pâturages. C’est un élément fondamental de l’avenir agricole de la région.

### Agriculture et autres Industries
La vallée du Noun est sur des sols moyennement organiques. La végétation est de type prairie aquatique susceptible d’être mise à feu lors de la 
période d’assèchement.
Les Mbororos déplacent leurs troupeaux entre les zones cultivées:
- En saison des pluies sur tous les  massifs (Mbam, Nkogam, Mbapit etc), et dans les zones peu cultivés (de Bamenyang à Bamendjing par exemple).
- Dès la saison sèche, lorsque les  plaines du Haut-Noun commencent à s’assécher le bétail occupe toutes les terres accessibles. Les grandes herbes sont brûlées et les repousses sont immédiatement broutées.

Une laiterie installée à Nkoutoupi traitait le lait du troupeau Mbororo et le destinait à Douala.